# Giải bóng đá hạng nhất quốc gia 2016 (kết quả chi tiết)
Dưới đây là kết quả các trận đấu tại Giải bóng đá hạng nhất quốc gia 2016.

## Vòng 1
| 9 tháng 4 năm 2016 | Bình Phước                                                                                                  | 4-2 | Huế                                                    | Sân vận động Bình Phước                         |  |
| 15:00              | Hồ Sỹ Giáp (10) 6'' 44'' 82'' · Trần Văn Thoại (6) 66'' · Trần Hoàng Hưng (12) 13'' · Lương Văn Kỳ (4) 69'' |     | Võ Lý (8) 52'' · Nguyễn Văn Thanh (7) 57'' · (22) 32'' | Lượng khán giả: 2,000 Trọng tài: Trương Hồng Vũ |  |

| 9 tháng 4 năm 2016 | Nam Định                                                                  | 1-0 | Phú Yên | Sân vận động Thiên Trường                         |  |
| 16:00              | Lê Sỹ minh (93) 90'+5' · Đinh Viết Tú (2) 76'' · Đinh Bá Thanh (6) 90'+5' |     | Bùi Đình Châu (16) 50'' · Trương Văn Thành (10) 72'' · Nguyễn Đức Thiện Chánh (14) 81'' · Bùi Văn Đông (5) 82'' · Nguyễn Minh (39) 90'+2' · Ngô Xuân Toàn (15) 90'+4' · Phạm Hoàng Đức (2) 90'+5' · Nguyễn Đức Thiện Chánh (14) 90'+5' | Lượng khán giả: 5,000 Trọng tài: Nguyễn Hoàng Anh |  |

| 9 tháng 4 năm 2016 | Đồng Nai                                                                  | 1-1 | Đắk Lắk                                         | Sân vận động Đồng Nai                           |  |
| 16:30              | Nguyễn Ngọc Anh (10) 43'' · Lê Bật Hiếu (24) 74'' · Tô Văn Vũ (19) 90'+2' |     | Đỗ Thanh Sang (13) 11'' · Huỳnh Văn Ly (17) 4'' | Lượng khán giả: 1,000 Trọng tài: Trần Văn Trọng |  |

| 9 tháng 4 năm 2016 | Thành phố Hồ Chí Minh                                                          | 1-1 | XM Fico Tây Ninh | Sân vận động Thống Nhất                           |  |
| 17:00              | Trần Quốc Anh (26) 19'' · Đặng Hữu Phước (3) 42'' · Nguyễn Trọng Phi (16) 56'' |     | Sinh Hùng (11) 67'' · Lê Tuấn Anh (12) 33'' · Lâm Văn Ngoan (15) 55'' · Trần Quốc Tuấn (28) 63'' · Nguyễn Văn Phong (39) 89'' | Lượng khán giả: 2,000 Trọng tài: Nguyễn Đình Thái |  |

| 9 tháng 4 năm 2016 | Viettel                     | 0-0 | Cà Mau                                            | Sân vận động Hàng Đẫy                            |  |
| 17:00              | Nguyễn Văn Toàn (15) 90'+3' |     | Lại Bảo Hữu (16) 45'+1' · Châu Quốc Tuấn (6) 73'' | Lượng khán giả: 2,000 Trọng tài: Trần Trung Hiếu |  |

## Vòng 2
| 16 tháng 4 năm 2016 | Đắk Lắk               | 0-1 | Nam Định | Sân vận động Đắk Lắk                             |  |
| 15:30               | Vũ Hữu Quý (5) 90'+1' |     | Phạm Văn Nam (92) 61'' · Nguyễn Hữu Định (19) 75'' · Nguyễn Hữu Khôi (9) 90'+1' · Đinh Quang Phán (25) 90'+1' · Đinh Viết Tú (2) 86'' 90'+3' | Lượng khán giả: 3,000 Trọng tài: Nguyễn Hữu Tuấn |  |

| 16 tháng 4 năm 2016 | Huế | 2-1 | Đồng Nai                                                                    | Sân vận động Tự Do                                     |  |
| 15:30               | Trần Thành (20) 80'' · Trương Ngọc Mười (3) 88'' · Nguyễn Công Nhật (11) 34'' · Nguyễn Văn Chiến (10) 37'' |     | Nguyễn Ngọc Anh (10) 48'' · Lê Bật Hiếu (24) 78'' · Nguyễn Văn Sơn (5) 87'' | Lượng khán giả: 2,000 Trọng tài: Nguyễn Trung Kiên (A) |  |

| 16 tháng 4 năm 2016 | XM Fico Tây Ninh                                    | 1-1 | Viettel                                                                                               | Sân vận động Tây Ninh                          |  |
| 15:30               | Hoàng Ngọc Hùng (22) 82'' · Lâm Văn Ngoan (15) 11'' |     | Lưu Công Sơn (19) 41'' · Nguyễn Văn Toàn (15) 42'' · Dương Văn Hào (23) 62'' · Bùi Tiến Dũng (4) 91'' | Lượng khán giả: 4,000 Trọng tài: Lê Khắc Thành |  |

| 16 tháng 4 năm 2016 | Phú Yên | 4-1 | Bình Phước                                          | Sân vận động Phú Yên                             |  |
| 17:00               | Ngô Xuân Toàn (15) 9'' 80'' 87'' · Trương Văn Thành (10) 63'' · Lê Văn Hiệp (19) 72'' · Bùi Đình Châu (16) 85'' · Phạm Hoàng Đức (2) 90'+3' |     | Trương Văn Tuấn (7) 81'' · Trương Văn Tuấn (7) 45'' | Lượng khán giả: 1,000 Trọng tài: Phùng Quốc Quân |  |

| 16 tháng 4 năm 2016 | Cà Mau                    | 0-3 | Thành phố Hồ Chí Minh                                                              | Sân vận động Cà Mau                                    |  |
| 16:30               | Thái Minh Thuận (11) 19'' |     | Đặng Hữu Phước (3) 17'' 31'' · Lâm Hải Đăng (19) 90'+1' · Lâm Hải Đăng (19) 90'+1' | Lượng khán giả: 5,000 Trọng tài: Nguyễn Đinh Tiến Dũng |  |

## Vòng 3
| 23 tháng 4 năm 2016 | Bình Phước                                                     | 2-2 | Đắk Lắk | Sân vận động Bình Phước                       |  |
| 15:00               | Duy Giang (3) 51'' · Sỹ Giáp (10) 60'' · Ngô Viết Phú (5) 48'' |     | Y Thăng Ê Ban (10) 48'' · Thanh Sang (13) 70'' · Thanh Sang (13) 57'' · Văn Lâm (23) 66'' · Xuân Phú (8) 67'' | Lượng khán giả: 1,500 Trọng tài: Vũ Nguyên Vũ |  |

| 23 tháng 4 năm 2016 | Phú Yên | 1-1 | Đồng Nai | Sân vận động Phú Yên                            |  |
| 15:30               | Ngô Xuân Toàn (15) 79'' · Phạm Hoàng Đức (2) 15'' · Lê Văn Hiệp (19) 18'' · Bùi Đình Châu (16) 51'' · Ngô Xuân Toàn (15) 60'' · Bùi Văn Đông (5) 62'' |     | Nguyễn Hữu Tuấn (22) 58'' · Lê Đức Tài (27) 18'' · Nguyễn Hữu Tuấn (22) 34'' · Lê Bật Hiếu (24) 79'' · Nguyễn Ngọc Anh (10) 90'+2' | Lượng khán giả: 3,000 Trọng tài: Đặng Quốc Dũng |  |

| 23 tháng 4 năm 2016 | Nam Định | 1-0 | Huế                                                                                   | Sân vận động Thiên Trường                         |  |
| 16:00               | Hoàng Minh Tuấn (28) 85'' · Nguyễn Hữu Định (19) 43'' · Vũ Thế Vương (11) 84'' · Hoàng Minh Tuấn (28) 90'+3' · Nguyễn Tiến Tạo (26) 90'+4' |     | Trương Ngọc Mười (3) 80'' · Trần Đức Phát (24) 90'+1' Giám sát trận đấu: Lê Hồng Thái | Lượng khán giả: 8,000 Trọng tài: Nguyễn Đình Thái |  |

| 23 tháng 4 năm 2016 | Cà Mau                     | 1-1 | XM Fico Tây Ninh                                                                        | Sân vận động Cà Mau                            |  |
| 16:30               | Nguyễn Trung Hiếu (17) 3'' |     | Nguyễn Xuân Ngọc (11) 39'' · Võ Nguyễn Phương Duy (26) 23'' · Kiều Thanh Liêm (18) 86'' | Lượng khán giả: 5,000 Trọng tài: Đặng Đức Toàn |  |

| 23 tháng 4 năm 2016 | Thành phố Hồ Chí Minh                                                                     | 0-2 | Viettel                                                                      | Sân vận động Thống Nhất                         |  |
| 17:00               | Võ Nguyễn Phương Duy (26) 23'' · Kiều Thanh Liêm (18) 86'' · Hồ Phước Thạnh (4) 38'' 56'' |     | Bùi Duy Thưởng (7) 19'' · Bùi Quang Khải (14) 63'' · Bùi Duy Thưởng (7) 61'' | Lượng khán giả: 1,500 Trọng tài: Trương Hồng Vũ |  |

## Vòng 4
| 29 tháng 4 năm 2016 | Viettel               | 0-0 | Nam Định                                    | Sân vận động Hàng Đẫy                            |  |
| 17:00               | Đặng Văn Trâm (8) 51' |     | Vũ Hữu Quý (5) 9' · Nguyễn Hạ Long (22) 53' | Lượng khán giả: 5,000 Trọng tài: Phùng Quốc Quân |  |

| 30 tháng 4 năm 2016 | Đắk Lắk | 4-2 | Cà Mau                                                                                              | Sân vận động Đắk Lắk                            |  |
| 15:30               | Y Thăng Ê Ban (10) 4' 67' · Nguyễn Thanh Đồng (19) 61' · Đỗ Thanh Sang (13) 74' · A Sân (2) 51' · Huỳnh Văn Ly (17) 59' |     | Lai Bảo Hữu (16) 28' · Nguyễn Ngọc Điểu (33) 80' · Đoàn Xuân Dư (21) 36' · Đặng Quang Minh (19) 61' | Lượng khán giả: 2,000 Trọng tài: Nguyễn Văn Tạo |  |

| 30 tháng 4 năm 2016 | XM Fico Tây Ninh | 1-0 | Bình Phước | Sân vận động Tây Ninh                              |  |
| 15:30               | Phạm Thanh Tấn (10) 73' · Kiều Thanh Liêm (18) 40' · Hoàng Ngọc Hùng (22) 60' · Lâm Văn Ngoan (15) 68' · Nguyễn Văn Phong (39) 90' |     |            | Lượng khán giả: 5,000 Trọng tài: Nguyễn Minh Thuận |  |

| 30 tháng 4 năm 2016 | Huế                                                                                                 | 3-0 | Phú Yên                                     | Sân vận động Tự Do                             |  |
| 15:30               | Võ Lý (8) 10' 22' 69' · Nguyễn Văn Thạnh (7) 6' · Nguyễn Văn Cường (4) 88' · Trần Đức Phát (24) 92' |     | Vũ Văn Hiếu (8) 45'+1, Nguyễn Minh (39) 75' | Lượng khán giả: 3,000 Trọng tài: Ngô Quốc Hưng |  |

| 30 tháng 4 năm 2016 | Đồng Nai             | 0-1 | Thành phố Hồ Chí Minh                                                         | Sân vận động Đồng Nai                             |  |
| 16:30               | Lê Mạnh Dũng (6) 79' |     | Trần Quốc Anh (26) 60' · Nguyễn Minh Trung (17) 24' · Trần Thanh Bình (8) 41' | Lượng khán giả: 1,000 Trọng tài: Nguyễn Viết Duẩn |  |

## Vòng 5
| 7 tháng 5 năm 2016 | Bình Phước               | 1-2 | Viettel                                        | Sân vận động Bình Phước                         |  |
| 15:00              | Trần Hoàng Hưng (12) 43' |     | Bùi Tiến Dũng (4) 70' · Bùi Duy Thường (7) 83' | Lượng khán giả: 2,500 Trọng tài: Trần Văn Trọng |  |

| 7 tháng 5 năm 2016 | Phú Yên               | 1-1 | XM Fico Tây Ninh         | Sân vận động Phú Yên                               |  |
| 15:30              | Vũ Quang Nam (18) 36' |     | Hoàng Ngọc Hùng (22) 61' | Lượng khán giả: 2,000 Trọng tài: Nguyễn Ngọc Khánh |  |

| 7 tháng 5 năm 2016 | Huế                                                                 | 3-0 | Đắk Lắk | Sân vận động Tự Do                           |  |
| 15:30              | Võ Lý (8) 20' · Bùi Ngọc Tín (3)(OG) 25' · Nguyễn Văn Cường (4) 49' |     |         | Lượng khán giả: 4,000 Trọng tài: Đỗ Văn Hiếu |  |

| 7 tháng 5 năm 2016 | Đồng Nai                        | 2-0 | Cà Mau | Sân vận động Đồng Nai                                  |  |
| 16:30              | Đặng Ngọc Vinh Quang (9) 8' 36' |     |        | Lượng khán giả: 1,000 Trọng tài: Nguyễn Trung Kiên (A) |  |

| 7 tháng 5 năm 2016 | Thành phố Hồ Chí Minh   | 1-1 | Nam Định            | Sân vận động Thống Nhất                       |  |
| 17:00              | Trần Thanh Bình (8) 79' |     | Lê Sỹ Minh (93) 69' | Lượng khán giả: 1,500 Trọng tài: Vũ Nguyên Vũ |  |

## Vòng 6
| 13 tháng 5 năm 2016 | Đắk Lắk                                        | 2-4 | Thành phố Hồ Chí Minh                                                           | Sân vận động Đắk Lắk                          |  |
| 15:30               | Huỳnh Văn Ly (17) 18' · Đỗ Thanh Sang (13) 76' |     | Nguyễn Tuấn Anh (9) 53' · Nguyễn Văn Mộc (29) 65' 90' · Trần Thanh Bình (8) 74' | Lượng khán giả: 600 Trọng tài: Đặng Quốc Dũng |  |

| 13 tháng 5 năm 2016 | XM Fico Tây Ninh                             | 2-1 | Đồng Nai                 | Sân vận động Tây Ninh                              |  |
| 15:30               | Trần Văn Hén (9) 75' · Vũ Như Thành (13) 83' |     | Nguyễn Ngọc Anh (10) 31' | Lượng khán giả: 5,000 Trọng tài: Nguyễn Minh Thuận |  |

| 13 tháng 5 năm 2016 | Nam Định                                                                  | 3-0 | Bình Phước | Sân vận động Thiên Trường                         |  |
| 16:00               | Đinh Viết Tú (2) 45' · Nguyễn Hữu Khôi (9) 58' · Nguyễn Văn Hiệp (10) 89' |     |            | Lượng khán giả: 5,000 Trọng tài: Nguyễn Đình Thái |  |

| 13 tháng 5 năm 2016 | Cà Mau                 | 1-1 | Huế                      | Sân vận động Cà Mau                            |  |
| 16:30               | Dương Văn Hòa (20) 61' |     | Nguyễn Cảnh Lâm (18) 17' | Lượng khán giả: 3,000 Trọng tài: Đặng Đức Toàn |  |

| 13 tháng 5 năm 2016 | Viettel                                        | 2-0 | Phú Yên                   | Sân vận động Hàng Đẫy                            |  |
| 17:00               | Trần Ngọc Sơn (9) 15' · Bùi Duy Thưởng (7) 86' |     | Vũ Quang Nam (18) 40' 78' | Lượng khán giả: 1,000 Trọng tài: Nguyễn Hữu Tuấn |  |

## Vòng 7
| 17 tháng 5 năm 2016 | Bình Phước          | 1-3 | Thành phố Hồ Chí Minh                                 | Sân vận động Bình Phước                        |  |
| 15:00               | Hồ Sỹ Giáp (10) 84' |     | Phạm Công Hiển (11) 75' · Nguyễn Tuấn Anh (9) 80' 93' | Lượng khán giả: 1.000 Trọng tài: Nguyễn Tấn Lê |  |

| 17 tháng 5 năm 2016 | XM Fico Tây Ninh                                                                                  | 4-3 | Huế                                                            | Sân vận động Tây Ninh                           |  |
| 15:30               | Trần Văn Hén (9) 40' · Trần Văn Luân (8) 43' · Hoàng Ngọc Hùng (22) 52' · Ngô Dương Thái (17) 81' |     | Nguyễn Văn Cường (4) 12' · Võ Lý (8) 13' · Trần Thành (20) 79' | Lượng khán giả: 4.000 Trọng tài: Nguyễn Văn Tạo |  |

| 17 tháng 5 năm 2016 | Phú Yên                                      | 2-1 | Đắk Lắk                     | Sân vận động Thiên Trường                        |  |
| 15:30               | Ngô Xuân Toàn (15) 43' · Đặng Như Tứ (7) 82' |     | Phạm Hoàng Đức (2 - OG) 50' | Lượng khán giả: 2,000 Trọng tài: Trần Trung Hiếu |  |

| 17 tháng 5 năm 2016 | Nam Định                                            | 2-0 | Cà Mau | Sân vận động Thiên Trường                      |  |
| 16:00               | Nguyễn Việt Dũng (41) 35' · Nguyễn Hữu Khôi (9) 68' |     |        | Lượng khán giả: 4,000 Trọng tài: Ngô Quốc Hưng |  |

| 17 tháng 5 năm 2016 | Đồng Nai                   | 3-1 | Viettel                | Sân vận động Đồng Nai                         |  |
| 16:30               | Lê Đức Tài (27) 2' 13' 35' |     | Dương Văn Hào (23) 64' | Lượng khán giả: 200 Trọng tài: Trương Hồng Vũ |  |

## Vòng 8
| 21 tháng 5 năm 2016 | Đắk Lắk                                          | 2-1 | XM Fico Tây Ninh                              | Sân vận động Đắk Lắk     |  |
| 15:30               | Bùi Văn Lâm (23) 35' · Lương Quốc Thắng (18) 56' |     | Trần Văn Hén (9) 3' · Lê Viết Mẫn (7) 30' 49' | Trọng tài: Lê Khắc Thành |  |

| 21 tháng 5 năm 2016 | Cà Mau | 0-1 | Bình Phước          | Sân vận động Tây Ninh                            |  |
| 16:30               |        |     | Hồ Sỹ Giáp (10) 20' | Lượng khán giả: 2.000 Trọng tài: Phùng Quốc Quân |  |

| 21 tháng 5 năm 2016 | Thành phố Hồ Chí Minh                                                                                      | 5-0 | Phú Yên | Sân vận động Thiên Trường                          |  |
| 17:00               | Nguyễn Tuấn Anh (9) 28' 72' · Nguyễn Tuấn Hiệp (10) 47' · Đặng Hữu Phước (3) 80' · Nguyễn Anh Tài (12) 83' |     |         | Lượng khán giả: 1,000 Trọng tài: Nguyễn Minh Thuận |  |

| 22 tháng 5 năm 2016 | Huế           | 1-1 | Viettel                 | Sân vận động Tự Do                                |  |
| 16:00               | Võ Lý (8) 87' |     | Trần Hoàng Sơn (31) 92' | Lượng khán giả: 5,000 Trọng tài: Nguyễn Viết Duẩn |  |

| 24 tháng 5 năm 2016 | Đồng Nai | 0-0 | Nam Định            | Sân vận động Đồng Nai                            |  |
| 16:30               |          |     | Vũ Mạnh Duy (7) 61' | Lượng khán giả: 1,000 Trọng tài: Nguyễn Hữu Tuấn |  |

## Vòng 9
| 18 tháng 6 năm 2016 | Bình Phước          | 1-3 | Đồng Nai                                                              | Sân vận động Bình Phước                         |  |
| 15:00               | Hồ Sỹ Giáp (10) 93' |     | Tô Văn Vũ (19) 44' · Đặng Tuấn Anh (4) 55' · Nguyễn Văn Tiền (17) 84' | Lượng khán giả: 1,000 Trọng tài: Nguyễn Văn Tạo |  |

| 18 tháng 6 năm 2016 | XM Fico Tây Ninh                                                          | 0-0 | Nam Định | Sân vận động Tây Ninh                                  |  |
| 15:30               | Nguyễn Xuân Ngọc (11) 26' · Đặng Văn Tường (2) 51' · Lê Tuấn Anh (12) 77' |     |          | Lượng khán giả: 3,500 Trọng tài: Nguyễn Đình Tiến Dũng |  |

| 18 tháng 6 năm 2016 | Phú Yên                                                                            | 4-1 | Cà Mau                  | Sân vận động Phú Yên                                   |  |
| 15:30               | Nguyễn Viết Thắng (27) 51' 78' · Nguyễn Đức Linh (26) 57' · Bùi Đình Châu (16) 88' |     | Huỳnh Phúc Hiệp (9) 62' | Lượng khán giả: 1,500 Trọng tài: Nguyễn Trung Kiên (A) |  |

| 18 tháng 6 năm 2016 | Huế | 0-1 | Thành phố Hồ Chí Minh   | Sân vận động Tự Do                                |  |
| 15:30               |     |     | Nguyễn Tuấn Anh (9) 59' | Lượng khán giả: 2,000 Trọng tài: Nguyễn Đình Thái |  |

| 18 tháng 6 năm 2016 | Viettel                                       | 2-1 | Đắk Lắk                                          | Sân vận động Hàng Đẫy                             |  |
| 16:30               | Bùi Duy Thường (7) 6' · Bùi Tiến Dũng (4) 86' |     | Y Thăng EEban (10) 52' · Trịnh Đình Hùng (4) 68' | Lượng khán giả: 1,000 Trọng tài: Hoàng Thanh Bình |  |

## Vòng 10
| 25 tháng 6 năm 2016 | Đắk Lắk                                                              | 3-2 | Huế                                        | Sân vận động Buôn Ma Thuột                    |  |
| 15:30               | Y Thăng Êban (10) 18' · Bùi Trần Kiệt (30) 45' · Lê Viết Mẫn (7) 83' |     | Trần Hữu Thụ (9) 13' · Trần Thành (20) 69' | Lượng khán giả: 1,500 Trọng tài: Vũ Nguyên Vũ |  |

| 25 tháng 6 năm 2016 | XM Fico Tây Ninh             | 2-2 | Phú Yên                                                   | Sân vận động Tây Ninh                          |  |
| 15:30               | Hoàng Ngọc Hùng (22) 31' 45' |     | Ngô Xuân Toàn (15) 10' · Nguyễn Trương Minh Hoàng (6) 65' | Lượng khán giả: 3,000 Trọng tài: Nguyễn Tấn Lê |  |

| 25 tháng 6 năm 2016 | Nam Định | 0-1 | Thành phố Hồ Chí Minh   | Sân vận động Thiên Trường                        |  |
| 16:00               |          |     | Phạm Công Hiển (11) 36' | Lượng khán giả: 7,000 Trọng tài: Phùng Đình Dũng |  |

| 25 tháng 6 năm 2016 | Cà Mau                                                      | 1-1 | Đồng Nai                   | Sân vận động Cà Mau                             |  |
| 16:30               | Phan Kim Long (13) 73' · Thái Minh Thuận (11) (2TV) 24' 31' |     | Bùi Trần Tuấn Anh (79) 26' | Lượng khán giả: 1,500 Trọng tài: Trương Hồng Vũ |  |

| 26 tháng 6 năm 2016 | Viettel                 | 1-1 | Bình Phước                  | Sân vận động Hàng Đẫy                        |  |
| 16:30               | Bùi Quang Khải (14) 55' |     | Đàm Quốc Duy Thành (29) 56' | Lượng khán giả: 800 Trọng tài: Ngô Quốc Hưng |  |